# Berufsbildende Schulen IV „Dr. Otto Schlein“

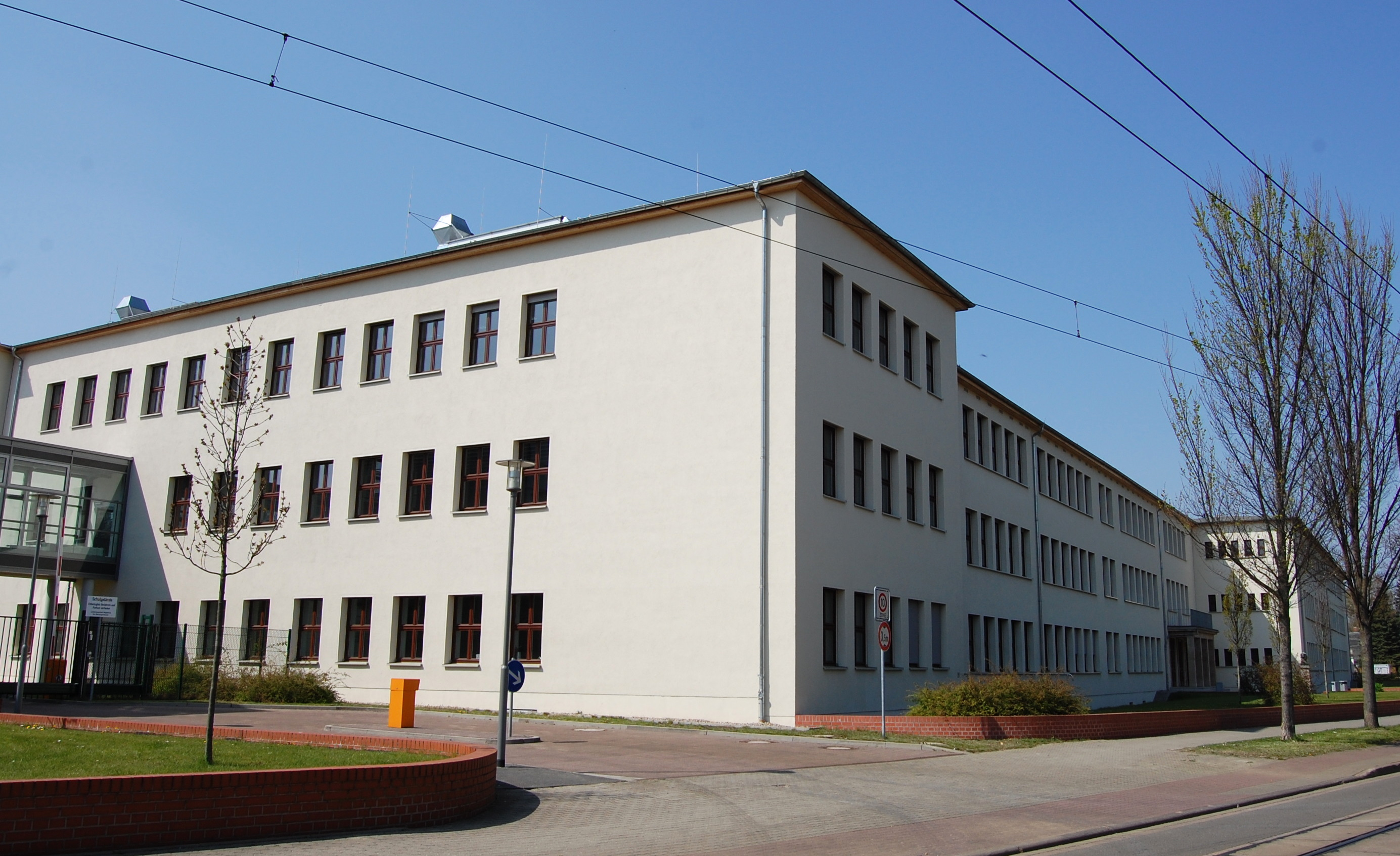
Berufsbildende Schulen IV „Dr. Otto Schlein“

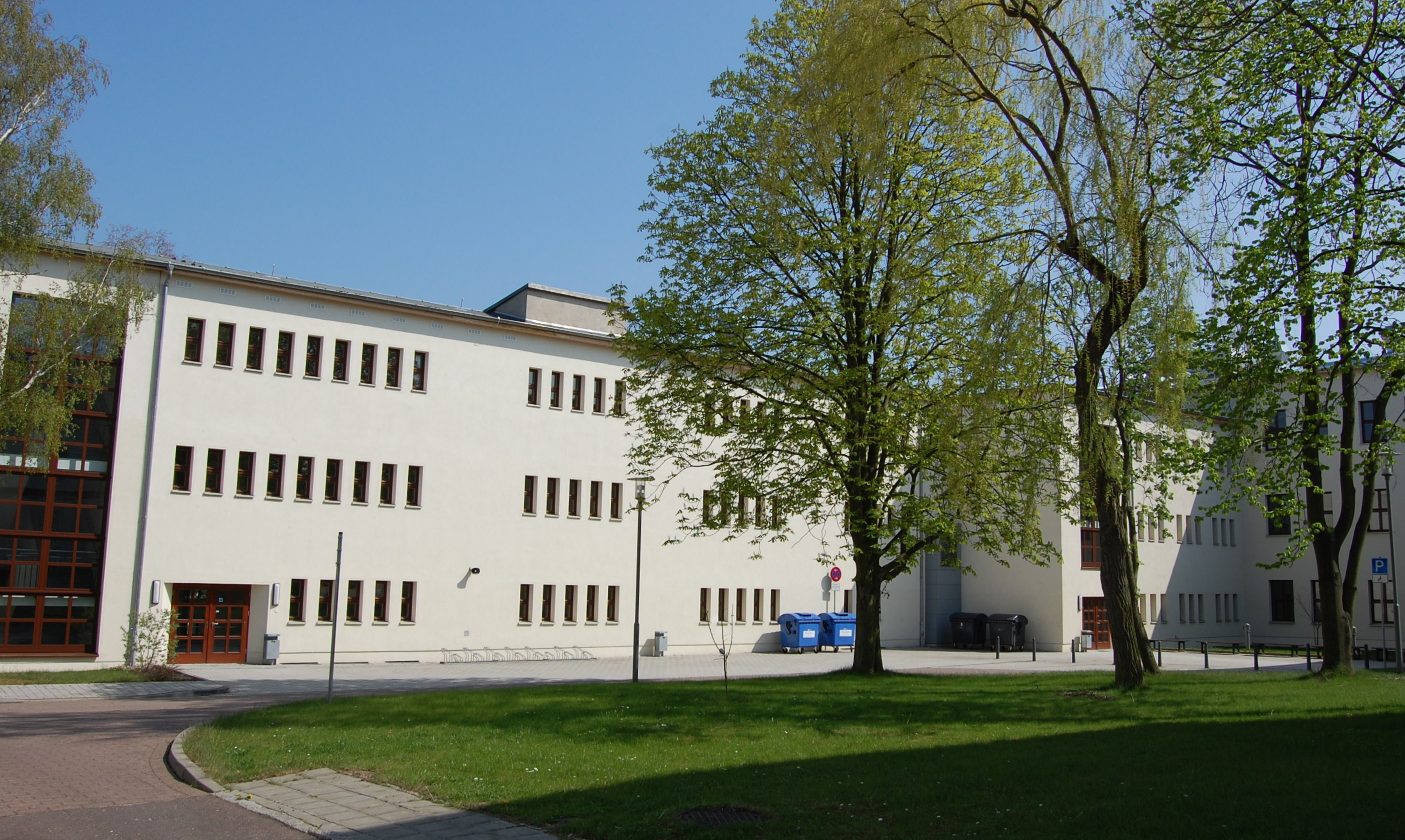
Rückseite

Die Berufsbildende Schule IV „Dr. Otto Schlein“ (kurz: BbS IV) ist eine Berufsbildende Schule im Magdeburger Stadtteil Westerhüsen.

## Profil und Ausstattung
Die von der Stadt Magdeburg betriebene Berufsbildende Schule befindet sich in einem denkmalgeschützten Gebäude an der Adresse Alt Westerhüsen 51-52. In den Schulformen Berufsschule, Berufsfachschule, Fachschule und Fachoberschule erfolgt die Ausbildung in diversen Berufen aus dem Bereich des Gesundheits-, Sozial- und Laborwesens.
An der Schule lernen etwa 1400 Schüler in 64 Klassen. Es werden rund 70 Lehrkräfte und 5 Mitarbeiter für Verwaltung und Haustechnik beschäftigt. Die Schule verfügt über 62 Unterrichtsräume. Es gibt Labore, Lehrküchen, spezielle Praxisräume für Physiotherapie und Massage, Kabinette für Computer, Spiel und Musik. Für die Ausbildung von Ergotherapeuten sind Werkstätten vorhanden. Darüber hinaus hat die Schule Sporthallen, eine Bibliothek und eine Kantine.
Neben der guten Erschließung durch den öffentlichen Personennahverkehr durch eine Straßenbahnhaltestelle vor der Tür, verfügt die Schule über zwei Parkplätze mit 155 PKW-Parkflächen.

## Geschichte
Zunächst entstand 1951 der nördlichste Teil als Betriebsberufsschule des VEB Fahlberg-List, dessen Werksgelände sich etwas weiter nördlich im Stadtteil Salbke befand. Die Betriebsberufsschule „Heinz Kapelle“ war am 1. September 1949 gegründet worden und vorerst in provisorischen Räumen im Werk untergebracht. Im Gründungsjahr waren zunächst vier Lehrkräfte tätig. In den 1970er Jahren waren dann allein an der Betriebsberufsschule 45 Pädagogen beschäftigt. Langjähriger Leiter der Betriebsberufsschule war Heinz Schwefler. Am 1. November 1959 erhielt der Klub Junger Techniker der Betriebsberufsschule im Zuge der Messe der Meister von Morgen in Leipzig den Ehrenpreis des Zentralkomitees sowie eine Goldmedaille. Zur Begründung wurden hervorragende Leistungen bei der Entwicklung des Chemieprogramms genannt.

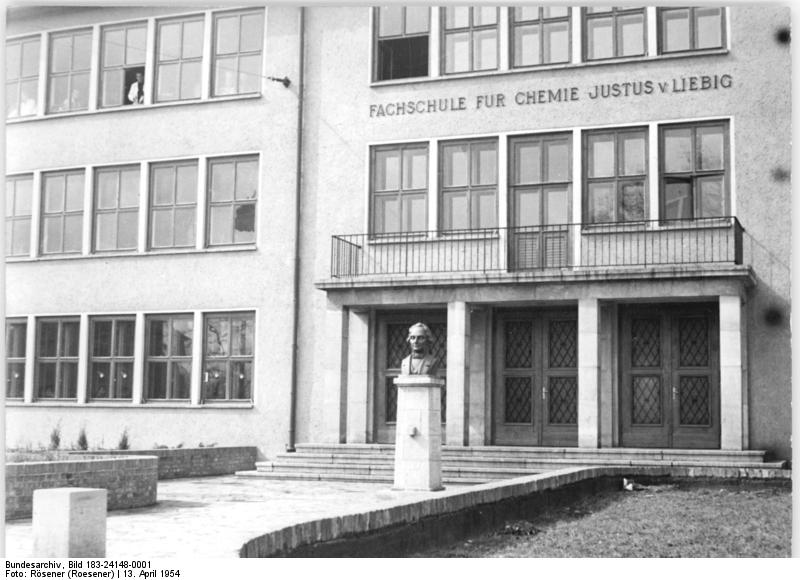
Haupteingang 1954

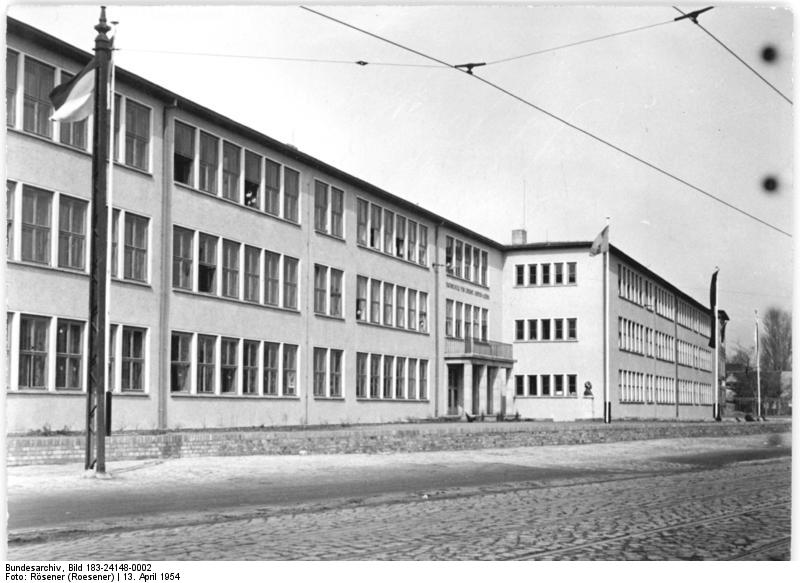
Frontseite 1954

In diesen nördlichen Gebäudeteil zog auch die am 1. Oktober 1951 gegründete Betriebsfachschule des Chemie-Unternehmens mit zunächst 60 Studenten. Bereits 1952 erfolgte der südlich hiervon gelegene Anbau mit dem Haupteingang, der dann von der Betriebsfachschule genutzt wurde. Seit 1953 trug die Betriebsfachschule den Namen Ingenieurschule für Chemie „Justus von Liebig“, häufig abgekürzt als ICM. Im Jahr 1953 kam der Südflügel hinzu. Vor das Hauptportal wurde die 1953 von Max Rossdeutscher geschaffene Büste des für die Schule damals namengebenden Justus von Liebig gesetzt. Im Jahr 1959 nahm man die Ausbildung auch im Bereich der Radiochemie auf. Ein Anbau für Laborräume war ab 1955 als Westflügel geplant und wurde in den Jahren 1960/61 umgesetzt. Der Anschluss dieses Flügels an das Hauptgebäude erfolgte durch einen verglasten Verbindungsgang. Die Wärmeversorgung erfolgte ab 1962 durch eine Fernwärmeleitung. Zum zehnjährigen Jubiläum der Schule im Jahr 1961 studierten 620 Studenten an der Schule, die sich zur zweitgrößten Ausbildungsstätte für Chemieingenieure in der DDR entwickelt hatte.
Der gesamte Komplex umfasste neben Schul- und Verwaltungsräumen auch eine Sporthalle, ein Mensagebäude mit Hörsaal, eine Bücherei mit 6000 Büchern und Zeitschriften, Zimmer für die Dozenten sowie drei Internate mit jeweils 175 Plätzen. Ein erster Bauabschnitt hatte 2 Millionen DM, ein zweiter 4,8 Millionen DM gekostet. In der Folgezeit entstanden unter Nutzung von Eigenleistungen durch Mitarbeiter und Studierende noch soziale und kulturelle Einrichtungen wie Kinderkrippe, Kegelbahn, Singeclub und Studentenclub. Letzterer befand sich im Magdeburger Stadtteil Fermersleben. Von 1956 bis 1986 war Rudolf Zernick Direktor der Schule.
Etwa 600 bis 700 Direktstudenten, nach anderen Angaben durchschnittlich bis zu 400, studierten jedes Jahr an der Ingenieurschule, darunter auch Studenten aus dem Ausland. Hinzu kamen circa 1000 Fernstudenten, womit die Schule zur zweitgrößten Einrichtung ihres Bereichs in der DDR wurde. Die Studierenden waren zu Seminargruppen von ungefähr 30 Studierenden zusammengefasst und hatten wöchentlich zwischen 34 und 38 Unterrichtsstunden zu absolvieren. Praktika wurden innerhalb der Schule durchgeführt und zielten auf die Lösung industrieller Aufgabenstellungen ab. 1959 hatte man an der Schule eine Kommission zur Lösung industrieller Aufgaben gebildet. Betriebspraktika fanden in wechselnden Abteilungen von Fahlberg-List oder anderer Chemiewerke statt. 1958 war man dazu übergegangen die Praktika vorrangig im Fahlberg-List durchzuführen, was es ermöglichte auch während der Praktika den Kontakt zu Schule und Dozenten aufrechtzuerhalten. Zu den Ausbildungsgängen gehörten die Bereiche Technologie der Chemie, Binnenhandel, Lehrkraft für den berufstheoretischen Unterricht für Lehrlinge der chemischen Industrie sowie sozialistische Betriebswirtschaft/Ingenieurökonomie. Auch Radiochemie und Sprengstoff-Chemie gehörten zu den Fachrichtungen. Die Schule bildete einen bedeutenden Teil der mittleren Führungsebene der chemischen Industrie der DDR aus.
Mit der politischen Wende des Jahres 1989 und der Produktionseinstellung bei Fahlberg-List wurde auch die bisherige, als Chemieschule bezeichnete Schule aufgegeben. Stattdessen erfolgte 1996 die Umnutzung zur Berufsbildenden Schule für Gesundheits- und Sozialberufe. Die zunächst als Nummer VIII bezeichnete Berufsschule erhielt nach dem Magdeburger Arzt und Opfer des Nationalsozialismus Otto Schlein ihre heutige Bezeichnung.
2005 entstand südlich des bisherigen denkmalgeschützten Komplexes ein moderner Anbau, der über einen neuen verglasten Verbindungsgang mit dem Altbau verbunden ist. Im Zuge dieses Umbaus wurde auch die Anbindung des Westflügels an das Hauptgebäude verändert und der dortige Verbindungsgang ersetzt.

## Architektur

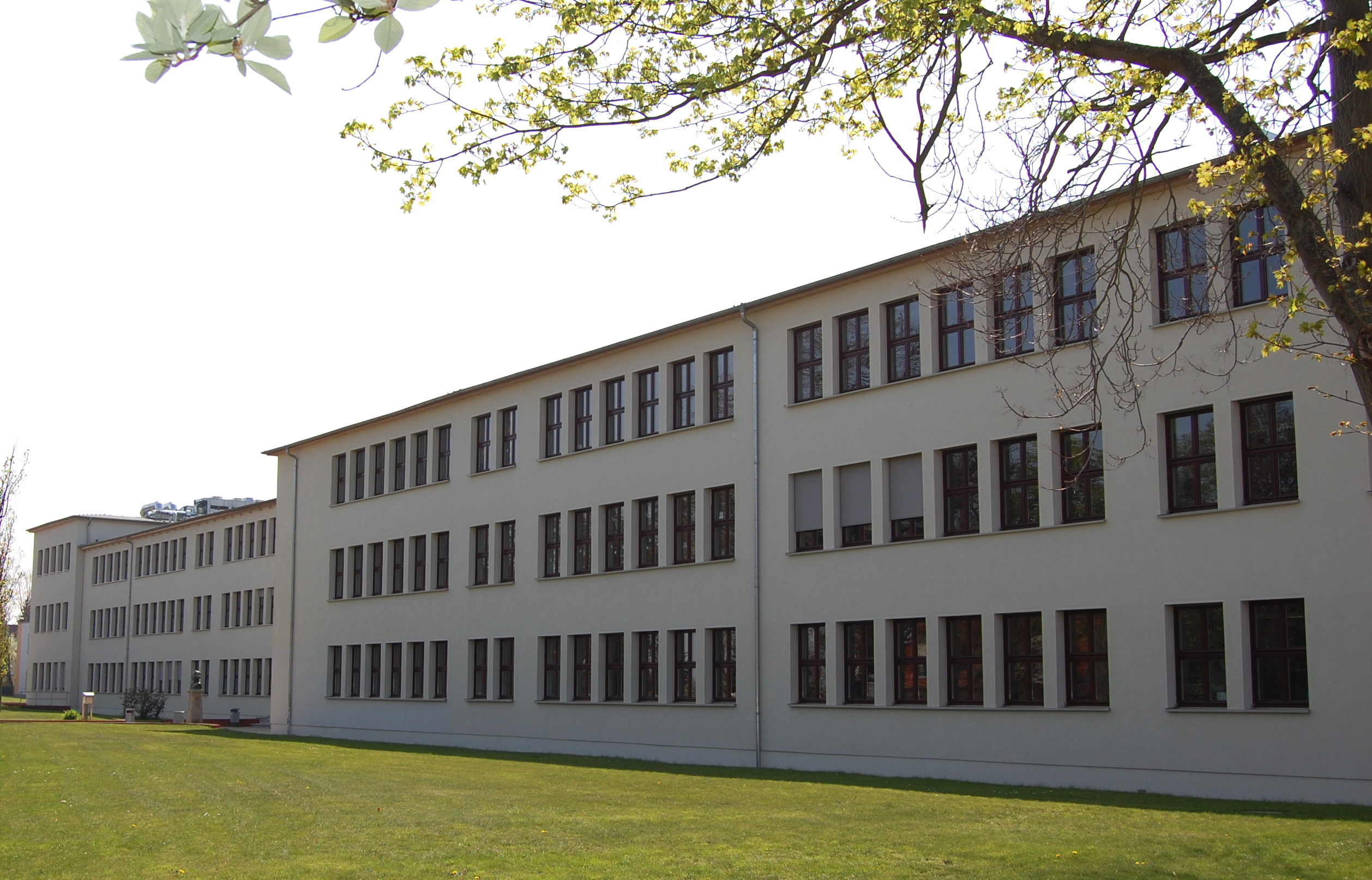
Blick von Norden

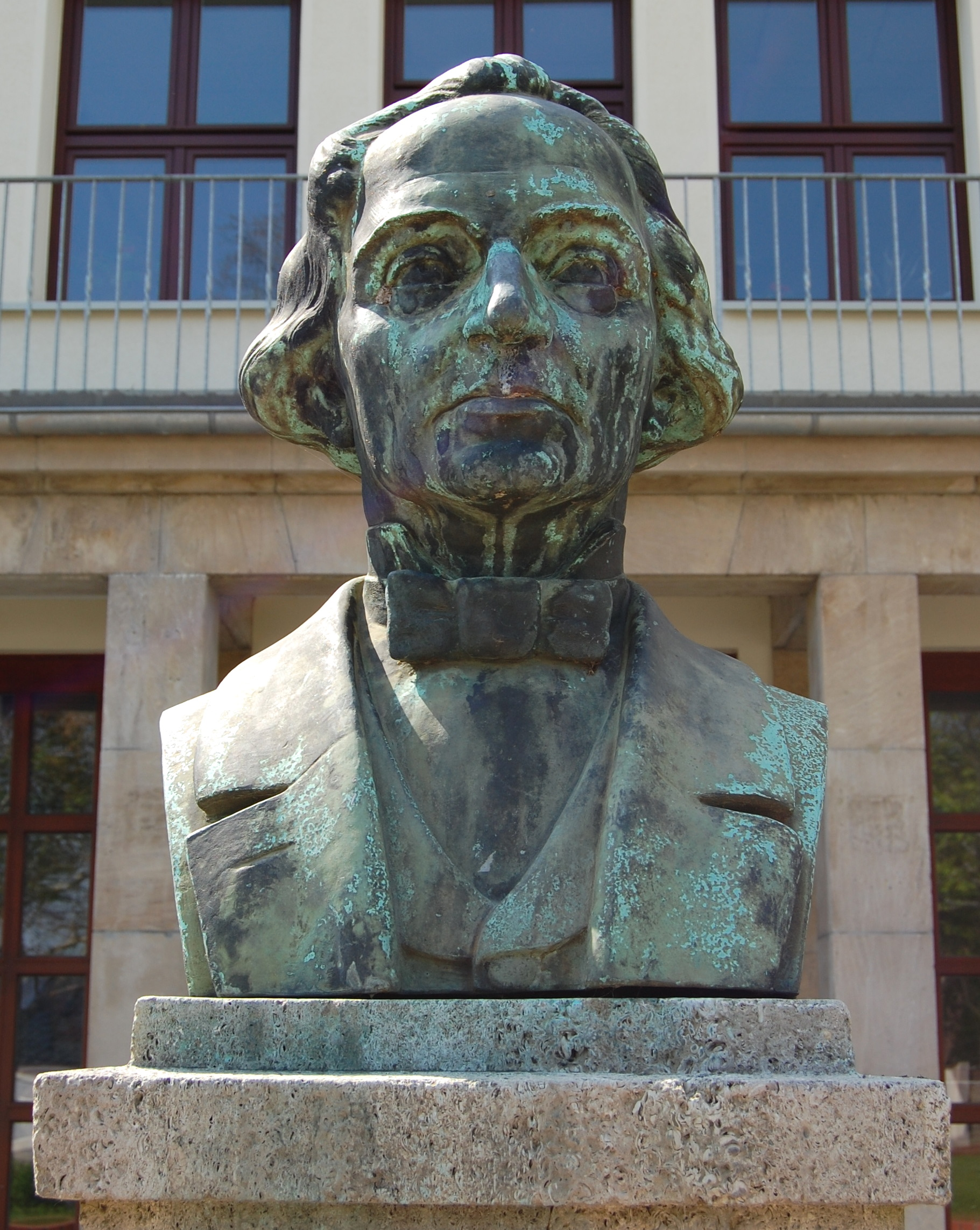
Liebig-Büste vor der Schule

Der Komplex ist ein frühes qualitätvolles Beispiel der Wiederaufbaubemühungen in der DDR nach dem Zweiten Weltkrieg. Das großzügige, dreistöckige Gebäude wurde von den Architekten Walter Feldmann und Arno Runge entworfen und knüpft in seiner schlichten, sachlichen Gestaltung an die Architektur der Vorkriegszeit an. Die verputzten Fassaden sind durch eine Vielzahl von bandartig angelegten Fenstern geprägt und wirken funktional. Der 1952 entstandene neoklassizistische Eingangsbereich ist hingegen schon durch den Willen zur Repräsentation geprägt, in dem sich das Selbstverständnis des damals neuen sozialistischen Systems zeigt. Der bei späteren Bauwerken dieser Phase häufig festzustellende Hang zum Monumentalismus ist bei der Chemieschule jedoch noch nicht dominierend. Die Dächer des Gebäudekomplexes sind als flache Walmdächer ausgeführt und ragen etwas über den Baukörper hinaus.
Der südliche Teil des Altbaus ist etwas höher ausgeführt und hat damit die Funktion als Kopfbau für die sich leicht versetzt nach Norden erstreckenden früheren Bauteile. Das Gebäude steht asymmetrisch zur davor verlaufenden Straße. Im Winkel der Versetzung der nördlichen Gebäudeteile befindet sich der repräsentativ angelegte Eingangsbereich. Unter einem als Wetterschutz dienenden, von vier Pfeilern getragenen Altan befinden sich drei Doppelflügeltüren.
Das Innere des Gebäudes ist einhüftig aufgebaut und gleichfalls schlicht ausgeführt.
Neben dem Gebäudekomplex der Chemieschule und der Liebig-Büste gehört auch die Grünanlage samt der aus Ziegelsteinen errichteten Einfriedung zum denkmalgeschützten Ensemble.

## Bekannte Absolventen
Die spätere bekannte DDR-Sportlerin Karin Balzer (1938–2019) wurde bis 1955 an der Betriebsberufsschule Heinz Kapelle zur Chemiefacharbeiterin ausgebildet. Der Anatom und Neurobiologe Helmke Schierhorn (1934–1986) absolvierte von 1953 bis 1956 eine Lehre zum Chemiefacharbeiter. Von 1960 bis 1966 absolvierte Herbert Rasenberger, später Heimatforscher und Autor, an der Schule im Abendstudium eine Ausbildung zum Chemieingenieur. Edith Weber (* 1941), später Gewerkschaftsvorsitzende, studierte von 1961 bis 1964 an der Ingenieurschule und schloss als Chemieingenieurin/Technologin ab. Der spätere Publizist Ed Stuhler (1945–2018) studierte ab 1965 an der Schule und verließ sie 1968 als Chemieingenieur. Als Ingenieurin für chemische Technologie beendete Sabine Fischer (* 1948) 1969 ihr 1966 begonnenes Studium. Sie war später Gewerkschaftsfunktionärin im FDGB und Mitglied der DDR-Volkskammer. Roland Resch (* 1951), später Brandenburger Bildungsminister, studierte ab 1973 an der Schule und schloss sie 1976 als Ingenieur für Wasserwirtschaft ab.